# Eßleben-Teutleben
Eßleben-Teutleben is een voormalige gemeente in de Duitse deelstaat Thüringen, en maakt deel uit van de Landkreis Sömmerda.
Eßleben-Teutleben telt  inwoners.

## Geschiedenis
Eßleben-Teutleben maakte deel uit van de Verwaltungsgemeinschaft Buttstädt tot dit op 1 januari 2019 opgeheven werd en de gemeenten samengingen in de gemeente Buttstädt.